# Gonçalo Guedes
Gonçalo Manuel Ganchinho Guedes (Benavente, 1996. november 29. –) portugál labdarúgó, a Real Sociedad játékosa.

## Pályafutása

### Benfica
Guedes a Benfica B csapatában mutatkozott be 2014 áprilisában, hat hónappal később pedig a felnőtt csapatban. A Benficában 11 gól lőtt és 63 mérkőzésen vett részt a szezonban, a csapattal 5 trófeát is elhódítottak.

### Paris Saint-Germain
2017. január 27-én csatlakozott a Paris Saint-Germainhez ahol 2021-ig aláírta a szerződését. A Monaco ellen debütált a csapatban, az utolsó három perce állt be csereként a szintén újonnan érkezett Julian Draxler helyére.

### Valencia
2017.szeptember elsején a PSG kölcsönadta Guedest a Valenciának,és egy szezonra szóló szerződést kötött a klubbal. Nyolc nappal később mutatkozott be a La Ligában az Atletico Madrid ellen, csereként állt be Jorge Mendes helyére az utolsó fél percre. Első gólját 6-3-ra a Real Betis ellen megnyert meccsen szerezte, hat nappal később egy gólt lőtt és egy gólpasszt is adott Santi Minanak a 4-0-ra a Sevilla ellen megnyert meccsen. 2018.augusztus.27-én a Valencia végleg leigazolta.

### Wolverhampton Wanderers
2022. augusztus 8-án a Wolverhampton Wanderers öt évre, 27,5 millió fontért szerződtette.

### Ismét Benfica
2023. január 20-án kölcsönben visszatért régi klubjához, a Benficához a 2022–23-as szezon hátralévő részére. 2023. augusztus 29-én a Benfica bejelentette, hogy Guedes kölcsönszerződését meghosszabbították a 2023–24-es szezon végéig. 2024. január 19-én a két klub megállapodott kölcsönszerződésének megszüntetéséről.

### Villarreal
2024. január 19-én a Villarreal csapatába került kölcsönbe a 2023–24-es szezon végéig.

### Real Sociedad
2025. augusztus 4-én a spanyol Real Sociedad 3+1 éves szerződést kötött vele.

## A válogatottban
Guedest először 2015-ben hívta meg a Portugál válogatott vezetőedzője Fernando Santos. Oroszország ellen mutatkozott be a válogatottban, de a meccset 0-1-re elveszítették. 2017-ben szerezte meg az első gólját a válogatottban és egy gólpasszt is kiosztott csapattársának Manuel Fernandes -nek Szaúd-Arábia ellen. A Portugál válogatott meghívta keretbe a 2018-as világbajnokságra, amely előtt az utolsó felkészülési meccsen Algéria ellen betalált, a meccs végül 3-0 lett a portugálok javára.

## Sikerei, díjai

### Klub
- Benfica
  - Portugál bajnok: 2014–15, 2015–16, 2016–17, 2022–23
  - Portugál kupa: 2015–16
  - Portugál ligakupa: 2014–15, 2015–16
  - Portugál szuperkupa: 2016

- Paris Saint-Germain
  - Francia bajnok: 2017–18
  - Francia kupa: 2016–17
  - Francia szuperkupa: 2017

- Valencia
  - Spanyol kupa: 2018–19

### Válogatott
- Portugália
  - UEFA Nemzetek Ligája: 2018–19